# Douglas Turner
Douglas Turner (Reino Unido, 2 de diciembre de 1966) es un atleta británico retirado especializado en la prueba de 200 m, en la que ha conseguido ser subcampeón europeo en 1998.

## Carrera deportiva
En el Campeonato Europeo de Atletismo de 1998 ganó la medalla de plata en los 200 metros, con un tiempo de 20.64 segundos, llegando a meta tras su compatriota Douglas Walker y por delante de otro británico Julian Golding (bronce con 20.72 s).